# Evandro Brandão
Evandro Elmer de Carvalho Brandão (Luanda, 1991. május 17. –) angolai–portugál labdarúgó, posztja csatár.

## Pályafutása

### Klubcsapatokban
Brandão a Walsall, Manchester United és a Benfica csapataiban nevelkedett.
A Benficánál lett profi játékos, előbb a Fátimának, aztán a Gondomarnak adták kölcsön. A Gondomarnál a portugál harmadik ligában 12 meccsen 10 gólt szerzett.
2011 júliusában a magyar bajnok Videoton csapatába igazolt. Paulo Sousa volt a fő befolyásoló tényező Magyarországra való igazolásában, a portugál U16-os válogatottnál dolgoztak már együtt. Első és egyben egyetlen NB I-es gólját augusztus 20-án szerezte a Pécsi MFC ellen, ahol 4–1-es győzelmet arattak. 2012-ben az Olhanense csapatához került kölcsönbe. 2013. június 9.-én tért vissza Székesfehérvárra, hogy egyeztessen a szakmai stábbal a jövőjéről.
Ezt követően többször váltott csapatokat. Képviselte a Tondelát, az Libolót, a Kabuscorpot, és a Benfica e Castelo Brancót, ahol mindent figyelembe véve nyolcszor volt eredményes. 2016. július 12-én megegyezett a portugál másodosztályú Fafe csapatával. 2017. január 15-én megszerezte első mesterhármasát a Braga B ellen, 4–1-re megnyert találkozón. A klub kiesését követően maradt a második vonalban és a Leixões gárdájához igazolt. 2019. szeptember 10-én leigazolta az izraeli Maccabi Petah Tikva.
A 2021-es januári átigazolási időszakban visszatért Portugáliába a Vilafranquenséhoz, majd 2022 januárjában a harmadik ligájú FC Alverca tagja lett.

### A válogatottban
Szerepelt a portugál U16, a U17, a U18 és a U19-es válogatottakban is. Felnőttként Angolát választotta és 2014. augusztus 13-án debütált az Botswana elleni 0–0-s barátságos döntetlen alkalmával.

## Statisztikái

### A válogatottban
Utoljára frissítve: 2019. június 8.
| Nemzet   | Év       | Mérkőzés | Gól |
| -------- | -------- | -------- | --- |
| Angola   | 2014     | 1        | 0   |
| Angola   | 2019     | 1        | 1   |
| Összesen | Összesen | 2        | 1   |

### Mérkőzései az angolai válogatottban
| #  | Dátum               | Ellenfél      | Eredmény | Kiírás              | Esemény |
| -- | ------------------- | ------------- | -------- | ------------------- | ------- |
| 1. | 2014. augusztus 13. | Botswana      | 0 – 0    | barátságos mérkőzés | 86'     |
| 2. | 2019. június 8.     | Bissau-Guinea | 2 – 0    | barátságos mérkőzés | 46' 71' |

## Fordítás
- Ez a szócikk részben vagy egészben  az   Evandro Brandão című angol Wikipédia-szócikk fordításán alapul.  Az eredeti cikk szerkesztőit annak laptörténete sorolja fel. Ez a jelzés csupán a megfogalmazás eredetét és a szerzői jogokat jelzi, nem szolgál a cikkben szereplő információk forrásmegjelöléseként.